# Graziela Paulino dos Santos
Graziela Paulino dos Santos, oder Yaci (Mond) in der indigenen Sprache der Karapãna (* etwa 1996 in Nova Kuanã), ist eine brasilianische Bogenschützin. Sie ist die erste indigene Frau im brasilianischen Bogensportteam. Bei den Südamerikaspielen 2018 gewann sie Gold in der Einzel- und Teamwertung und nahm an der Weltmeisterschaft 2019 in s'Hertogenbosch (Niederlande) teil. Trotz Teilnahme an den Auswahlwettbewerben konnte sie sich für die Olympischen Sommerspiele 2024 nicht qualifizieren.

## Biografie
Santos gehört zum indigenen Volk der Karapãna. Sie stammt aus der Gemeinde Nova Kuanã am Rio Cuieiras im Amazonasgebiet, etwa 80 Kilometer von Manaus entfernt, erreichbar über eine fünfstündige Bootsfahrt. Als Kind lernte sie mit dem traditionellen Bogen für die Jagd umzugehen.
Zum sportlichen Bogenschießen kam sie 2013 über eine Initiative „Projeto de Arquearia Indígena“ der privaten Stiftung Fundação Amazônia Sustentável (Stiftung Nachhaltiger Amazonas, kurz FAS). Die Stiftung begann 2013 nach talentierten jungen Indigenen für den Bogensport zu suchen und wählte nach verschiedenen Wettbewerben erstmalig 12 davon aus, um sie in einem Trainingsstützpunkt in Manaus auszubilden. Santos war dabei das einzige Mädchen und eine von vier Jugendlichen, die längerfristig weiter gefördert wurden. Trainer war Roberval dos Santos, einer der besten brasilianischen Bogenschützen und Bronze-Gewinner des Archery World Cup 2007. Hintergrund war der Blick auf die Olympischen Sommerspiele 2016 in Brasilien und die Idee, traditionelle Fertigkeiten zu nutzen, um Hochleistungssportler zu finden, welche die indigenen Völker repräsentieren und zu höherem gesellschaftlichen Ansehen beitragen. Die Initiative arbeitet daran ein Trainingsleistungszentrum für Bogenschießen im Amazonasgebiet einzurichten. Die Hoffnung, bereits bei der Olympiade 2016 Indigene für Brasilien zu qualifizieren, bestätigte sich nicht. Doch drei der geförderten jungen Menschen, Dream Braga, Graziela Paulino dos Santos und Gustavo Paulino dos Santos, waren am 95-tägigen olympischen Fackellauf in der Amazonas-Region beteiligt.
Parallel zur Ausbildung im Bogenschießen erhielt Santos ein Stipendium für ein Studium der Rechnungslegungswissenschaften (Ciências Contábeis) am College in Manaus. 2019 wurde Santos für die Panamerikanischen Spiele ins brasilianische Bogensportteam aufgenommen. Sie ist damit die erste indigene Frau, die für die brasilianische Nationalmannschaft antritt. Sie trainiert im Leistungszentrum der Bogenschützen in Maricá. Auch ihr Bruder Gustavo Paulino dos Santos ist Mitglied der Nationalmannschaft.

## Sportliche Erfolge
Santos tritt in der Sparte Recurvebogen (auch als olympischer Bogen bezeichnet) an. Sie bestreitet sowohl Einzel- als auch Teamwettbewerbe sowie gemischte Doppel.
Im ersten Jahr ihres Trainings, 2014, nahm Santos an der brasilianischen Jugendmeisterschaft teil und gewann im Einzel die Bronzemedaille. Sie wiederholte den Erfolg 2015 und holte Bronze sowie Silber im gemischten Doppel mit ihrem Teampartner Nelson Moraes.
In der Brasilianischen Meisterschaft 2016 gewann sie mit Moraes Gold im gemischten Doppel. Für die Olympiade 2016 konnte sie sich aber nicht qualifizieren. Bei den Südamerikaspielen 2018 gewann sie Gold im Einzel und im Team. Im Mixed-Doppel errang sie den vierten Platz.
2019 nahm Graziela am Großen Preis von Mexiko teil. Im Teamwettbewerb gewann sie die Silbermedaille und wurde zu den Panamerikanischen Spielen 2019 in Lima zugelassen. Dort qualifizierte sie sich für eine Teilnahme an den Weltmeisterschaften in 's-Heterogenbosch, Niederlande. Dort konnte sie im Einzel aber nur Platz 107 von 152 erringen.
2024 errang sie bei den Pan American Outdoor Championships mit dem Team Bronze. In der Folge nahm sie an allen drei Etappen des Archery World Cup 2024 in Shanghai (China), Yecheon (Südkorea) und Antalya (Türkei) teil, konnte sich aber nicht für die Olympischen Sommerspiele 2024 in Paris qualifizieren.